# Peter Jaeggi
Peter Jaeggi (* 1946) ist ein Schweizer Journalist.

## Bücher
- Schritte im Kopf (über die Folgen des Verkehrsunfalles eines Kindes), Aare-Verlag, 1985
- Gesichter und Geschichten aus der Fabrik, Menschen in der Tela (Industriereportagen), Aarcadia-Verlag, 1994
- Die Hoffnung stirbt zuletzt, Belarus im Jahre Zwölf nach Tschernobyl (Herausgeber und Hauptautor), mit Fotos von Hugo Jaeggi und Sergej Bruschko, Texte in Deutsch und Weissrussisch, AT-Verlag, 1998
- Als mein Kind geboren wurde, war ich sehr traurig, Spätfolgen des Chemiewaffeneinsatzes im Vietnamkrieg, Lenos-Verlag, 2000
- Krieg ohne Ende (über die Folgen des Agent-Orange-Einsatzes im Vietnamkrieg), Lenos-Verlag, 2016
- Quand mon enfant est né, j'ai ressenti une grande tristesse – Vietnam: Quand les armes chimiques frappent à retardement, Lenos-Verlag, 2000
- Hugo Jaeggi, Nahe am Menschen, Monografie über den Fotografen, als Mitherausgeber und Mitautor, Benteli-Verlag, 2006
- Die heilige Kuh, eine kleine indische Kulturgeschichte (Geschichte der heiligen Kühe Indiens), Paulus-Verlag, 2009
- Tschernobyl für immer, Von den Atombombenversuchen im Pazifik bis zum Super-Gau in Fukushima, Ein nukleares Lesebuch, Lenos-Verlag, 2011
- Krieg ohne Ende, Spätfolgen des Vietnamkrieges, mit Fotos von Roland Schmid u. a., Lenos-Verlag, 2016

## Film
2013 realisierte Jaeggi für das Schweizer Fernsehen SRF (Sternstunde Kunst) den Dokumentarfilm In der Nacht fliegt die Seele weiter, über die blinde Künstlerin Pina Dolce.